# Huerfano County
Huerfano County är ett administrativt område i delstaten Colorado, USA, med 6 711 invånare. Den administrativa huvudorten (county seat) är Walsenburg. 

## Geografi
Enligt United States Census Bureau så har countyt en total area på 4 126 km². 4 120 km² av den arean är land och 6 km² är vatten. 

### Angränsande countyn
- Pueblo County, Colorado - nordöst
- Las Animas County, Colorado - sydöst
- Costilla County, Colorado - sydväst
- Alamosa County, Colorado - väst
- Custer County, Colorado - nordväst
- Saguache County, Colorado - nordväst